# Цейтлін Марк Данилович
Марк Данилович Цейтлін (рос. Марк Данилович Цейтлин; 23 вересня 1943, Ленінград — 24 січня 2022) – ізраїльський шахіст російського походження, гросмейстер від 1997 року.

## Шахова кар'єра
Тричі (1967, 1970, 1971) брав участь у фіналі чемпіонату СРСР, чотириразовий чемпіоном Ленінграда (1970, 1975, 1976, 1978). 1973 року досягнув першого міжнародного успіху, перемігши в Оломоуці. Ще одного значного успіху досягнув у 1978 році, перемігши на Меморіалі Акіби Рубінштейна (перед Ульфом Андерссоном, Йосипом Дорфманом, Марком дізеном та Іваном Фараго) у Поляниці-Здруй. Того року також переміг на міжнародному турнірі в Слупську. Наприкінці 1980-х років виїхав до Ізраїля і прийняв громадянство цієї країни. У наступних роках досягнув успіхів, зокрема, в таких містах, як: Гронінген (1994, поділив 1-ше місце, разом із, зокрема, Аріелем Соріним, Ільдаром Ібрагімовим, Сергієм Шиповим і Семеном Двойрісом), Тель-Авів (двічі поділив 1-ше місце у 2002 році), Ашдод (2004, відкритий чемпіонат Ізраїлю, поділив 3-тє місце позаду Звулона Гофштейна і Михайла Ройза, разом із, зокрема, Сергієм Еренбургом), Беер-Шева (2005, посів 1-ше місце) і Гіватаїм (2005, поділив 1-ше місце разом з Алоном Грінфельдом і 2006, поділив 1-ше місце разом з Яковом Зільберманом).
Найкращих результатів у кар'єрі досягнув у змаганнях на першість Європи серед ветеранів (гравців старших 60 років): у своєму активі має чотири золоті (2004, 2005, 2008, 2013) і срібну медаль (2006) цих змагань.
Найвищий рейтинг Ело мав станом на 1 липня 1995 року, досягнувши 2545 очок ділив тоді 10-12-те місце серед ізраїльських шахістів.

## Зміни рейтингу
| На цьому місці має відображатися графік чи діаграма, однак з технічних причин його відображення наразі вимкнено. Будь ласка, не видаляйте код, який викликає це повідомлення. Розробники вже працюють для того, щоби відновити штатне функціонування цього графіка або діаграми. | |
| | На цьому місці має відображатися графік чи діаграма, однак з технічних причин його відображення наразі вимкнено. Будь ласка, не видаляйте код, який викликає це повідомлення. Розробники вже працюють для того, щоби відновити штатне функціонування цього графіка або діаграми. |